# Communications in Contemporary Mathematics
Communications in Contemporary Mathematics ist eine seit 1999 in englischer Sprache erscheinende mathematische Fachzeitschrift, die von World Scientific herausgegeben wird.
Sie will Interaktionen verschiedener Gebiete stimulieren und veröffentlicht unter anderem Arbeiten aus Algebra, Analysis, angewandter Mathematik, dynamischen Systemen, Geometrie, mathematischer Physik, Zahlentheorie, partiellen Differentialgleichungen und Topologie. Es werden sowohl Forschungsarbeiten als auch erläuternde Artikel veröffentlicht.